# José Abascal Carredano
José Abascal Carredano   (Pontones, 1 de setembre de 1829 - Madrid, 19 de febrer de 1890) fou un polític espanyol.

## Biografia
Estudià humanitats i filosofia al col·legi de Vicente Masarnau a Madrid, i després medicina al col·legi de San Carlos. Però el 1848 va morir el seu pare va dedicar-se a la pedrera, que era el negoci del seu pare. El 1859 va crear a Alacant una empresa per a proveir Madrid de productes agrícoles per ferrocarril.
Políticament, simpatitzava amb el Partit Progressista i fou membre de la Milícia Nacional. Durant la revolució de 1868 fou membre de la Junta Revolucionaria Interina del 30 de setembre al 5 d'octubre de 1868; a les eleccions generals espanyoles de 1869 fou elegit diputat simultàniament per Alcoi i Alcalá de Henares, i fou escollit regidor de Madrid. A les eleccions generals espanyoles de 1871 fou escollit novament diputat per la Vila Joiosa, i el 1872 senador, arribant a ser nomenat secretari del Senat d'Espanya.
Després de la restauració borbònica va militar al Partit Constitucional i després del Partit Liberal Fusionista, amb el qual fou nomenat alcalde de Madrid el 1881-1883 i 1885-1889. El 1887 fou nomenat president honorari del Partit Liberal a Alacant i participà activament en les lluites internes del partit. Fou oncle del també polític liberal Enrique Arroyo y Rodríguez.